# Friedhof Adelby

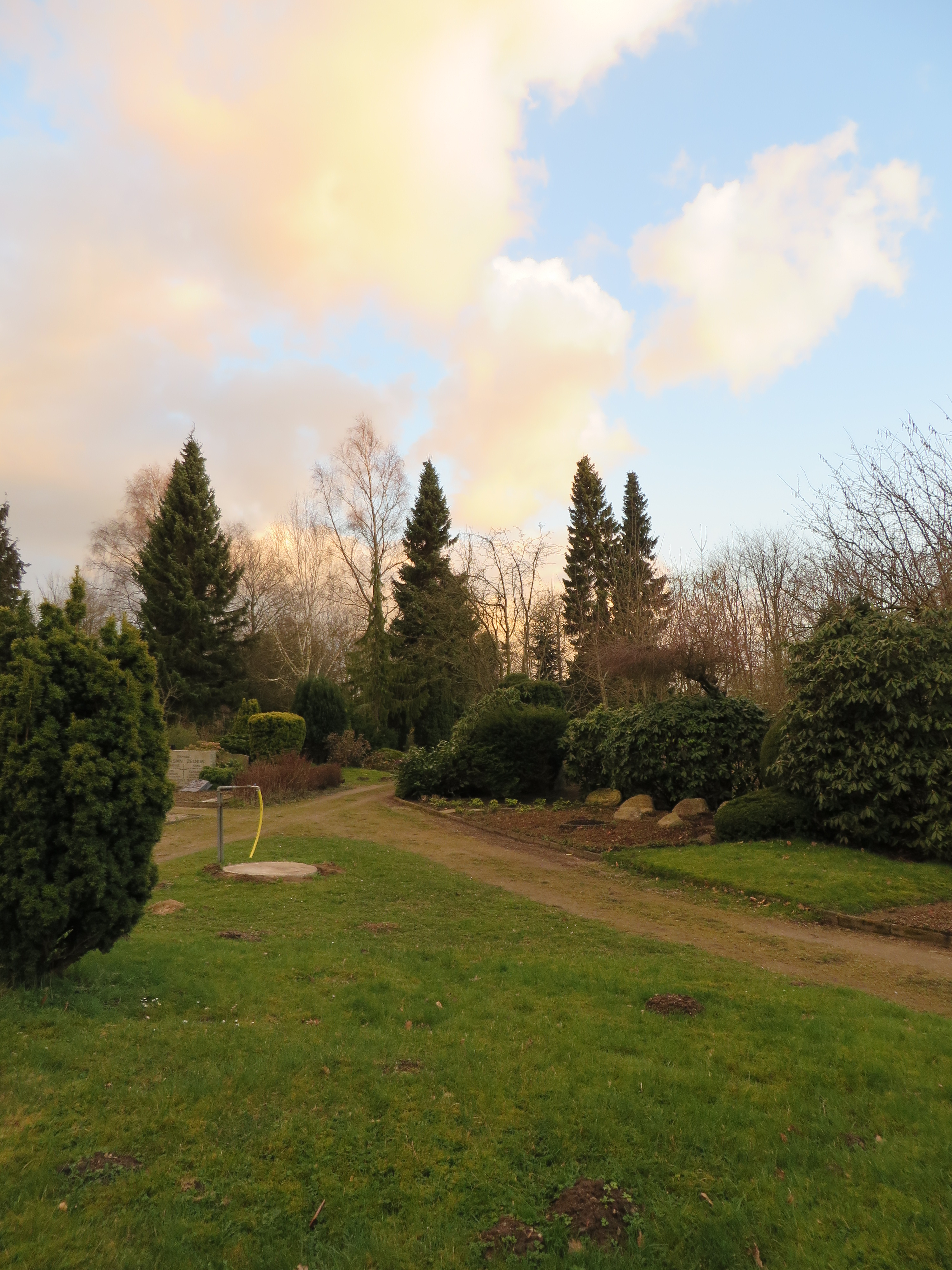
Gelände des Friedhofes Adelby im Frühjahr 2014

Der Friedhof Adelby (häufig auch umschrieben Adelbyer Friedhof) ist der kleinste der drei Friedhöfe der Stadt Flensburg, auf denen heute noch Bestattungen stattfinden. Kleiner ist nur der Alte Friedhof der zum städtischen Museumskomplex gehört. Der Friedhof Adelby gehört der Kirchengemeinde Adelby und ist der am ländlichsten  geprägte der drei Friedhöfe und zudem der einzige Friedhof auf der Ostseite Flensburgs.

## Geschichte
Der Adelbyer Friedhof entstand offenbar aus dem Kirchhof der Johanniskirche, welche sich am westlichen Rand des Friedhofes befindet. Der Friedhof wurde gleichzeitig mit dem Gebiet Adelby also mit Tarup zusammen im Jahr 1974 eingemeindet.

## Bauwerke
Die benachbarte St. Johanniskirche ist als Kulturdenkmal geschützt. Daneben wurden noch weitere Bestandteile des Friedhofes ins Denkmalbuch eingetragen, so unter anderem das kleine Nordertor (nicht zu verwechseln mit dem Nordertor in der Flensburger Innenstadt), das Ostertor und die Westerpforte.

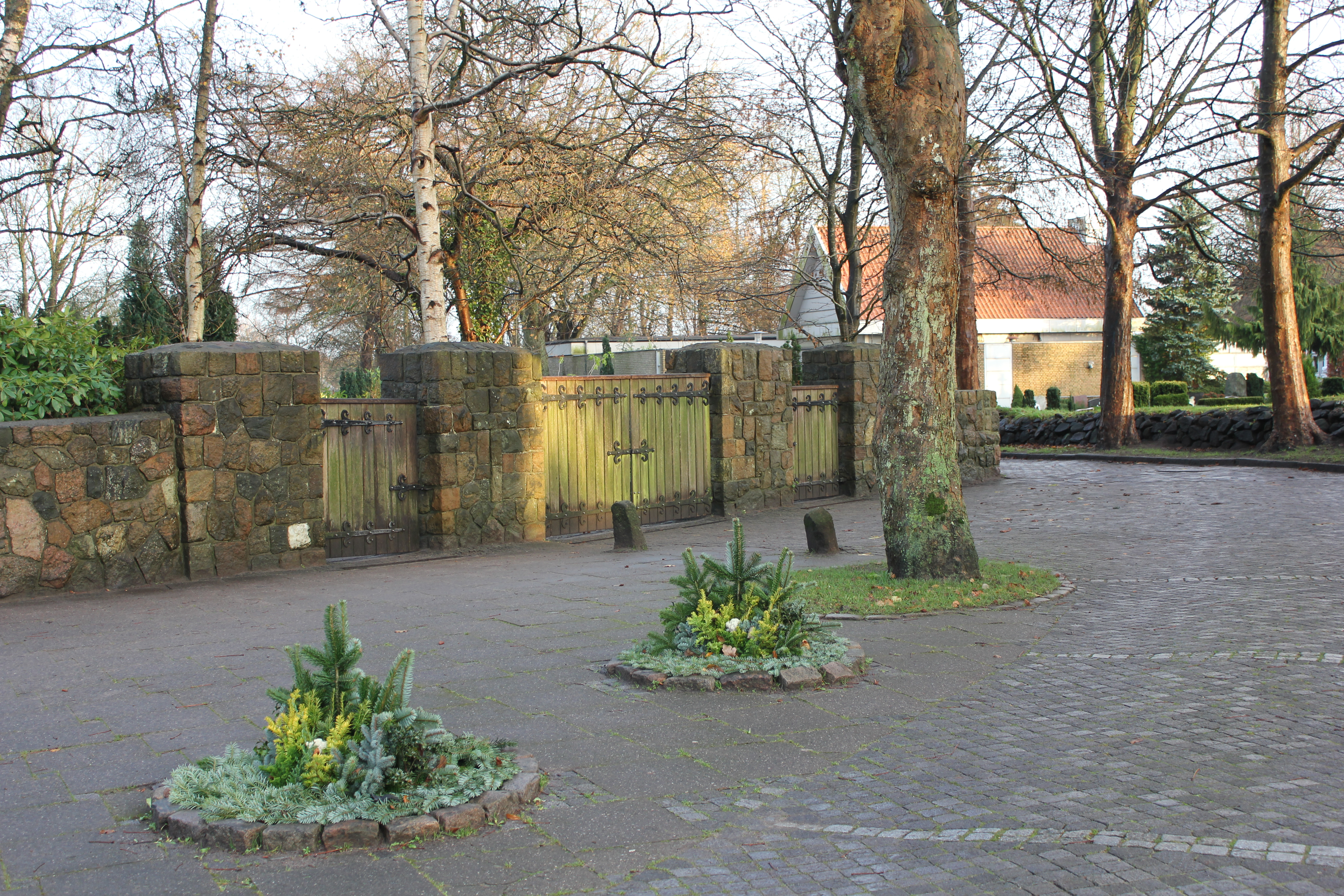
Die Westerpforte einer der Zugänge zum Friedhof
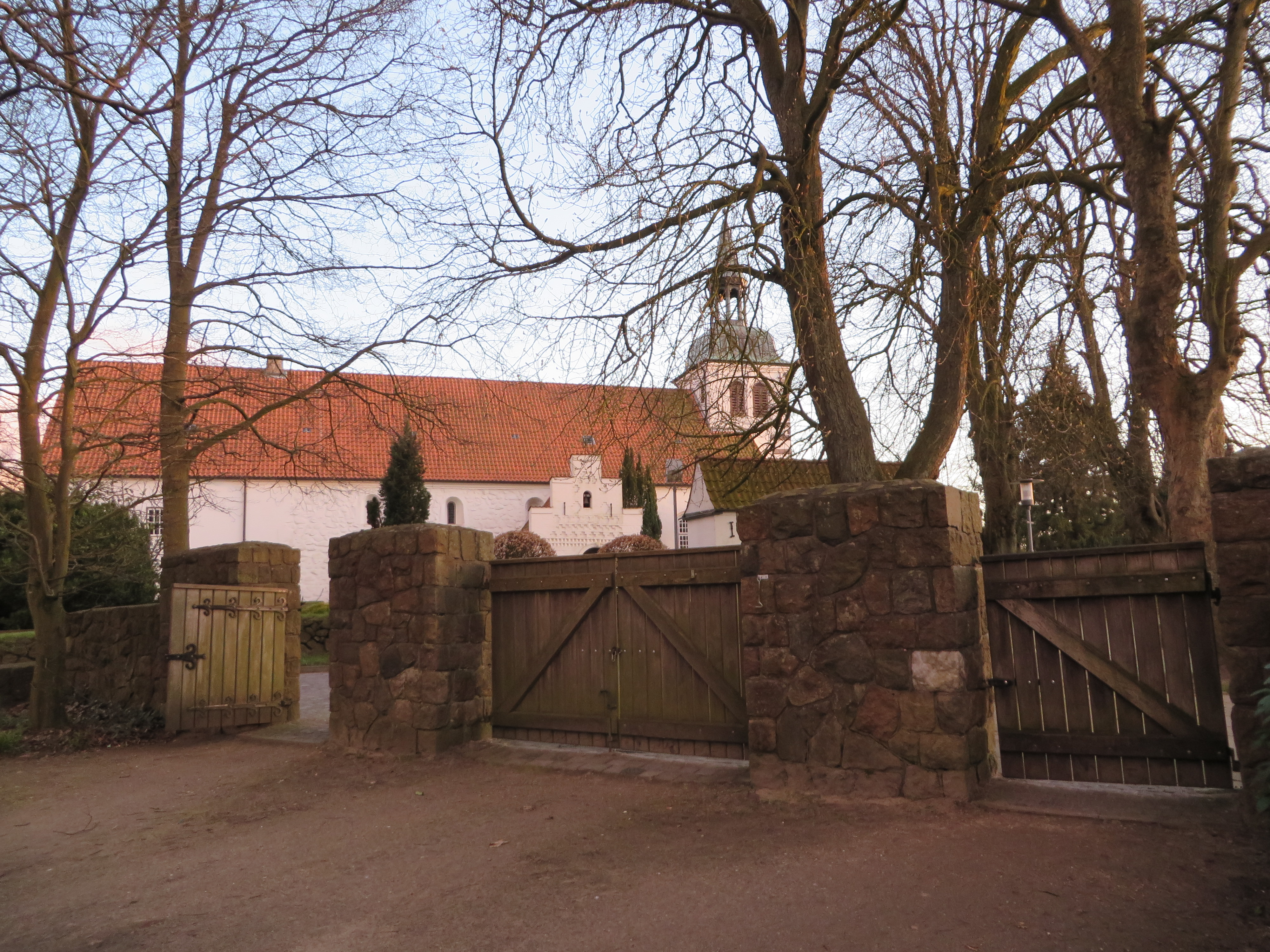
Die Westerpforte von der Rückseite mit der Johanniskirche im Hintergrund
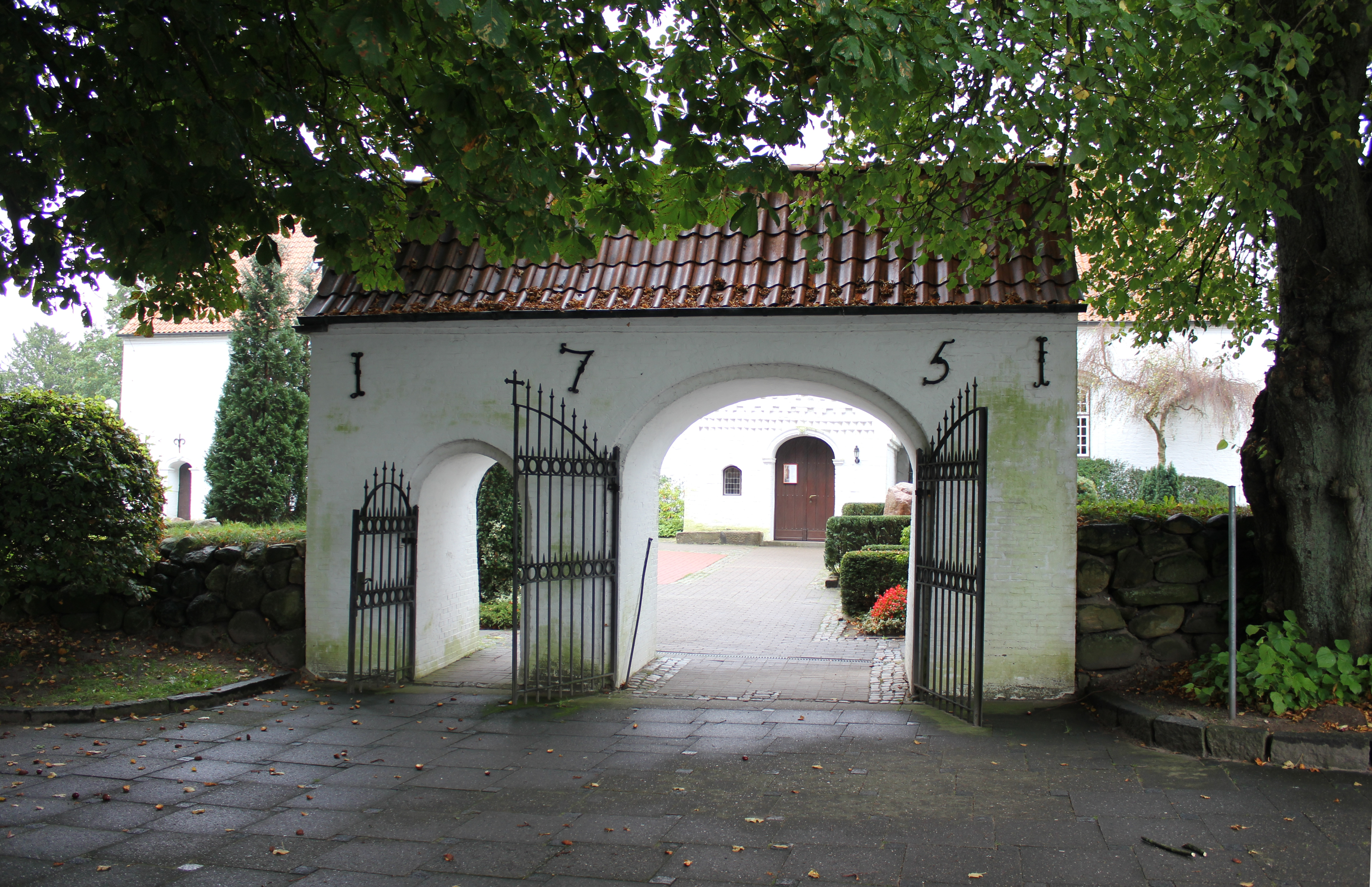
Das kleine Nordertor vor der Kirche
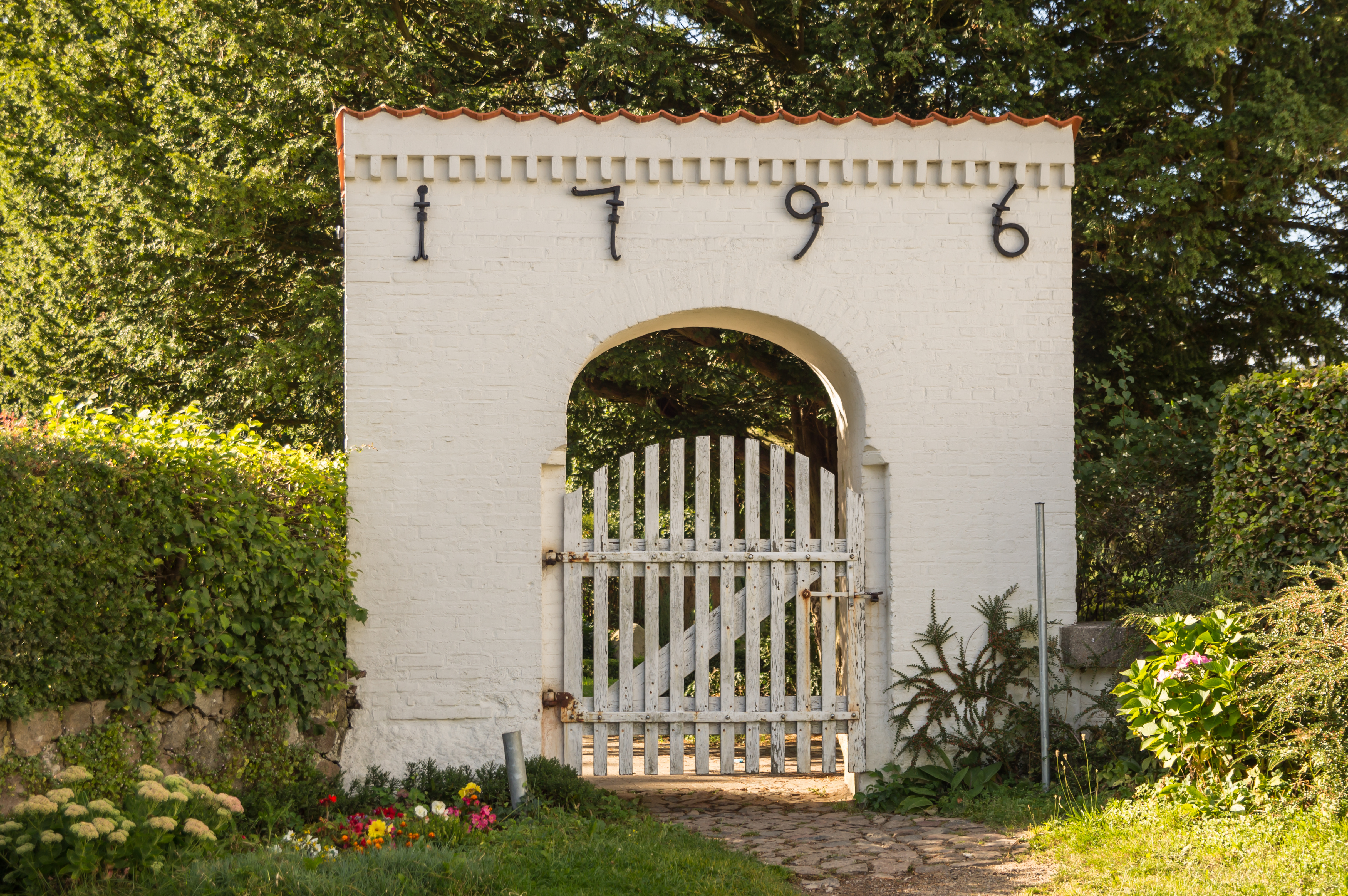
Das Ostertor

## Grabstätten
Der Friedhof umfasst eine große Anzahl von Grabstellen auf einer 8 Hektar großen Anlage. Auf ihm sind unter anderem auch einige Gräber von stadtgeschichtlicher Bedeutung zu finden. Die Grabmale bis 1870 wurden in Gänze ins Denkmalbuch eingetragen.
Ein stadtgeschichtlich bedeutsames Grab ist beispielsweise das der Familie Ringe. Nikolaus Ringe war der letzte Müller der Königlichen Wassermühle, bei der Angelburger Straße. Er verstarb ohne Nachkommen, denn seine Kinder verstarben frühzeitig. Auf dem Friedhof Adelby liegt außerdem die Grabstätte des Kapitänleutnants Asmus Jepsen, der noch am 6. Mai 1945 als Deserteur auf dem Schießplatz Twedter Feld (vgl. Sonderbereich Mürwik) hingerichtet wurde. Des Weiteren liegen auf dem Friedhof die Marineoffiziere Hans-Georg von Friedeburg, Wolfgang Lüth und Rudolf Petersen begraben.

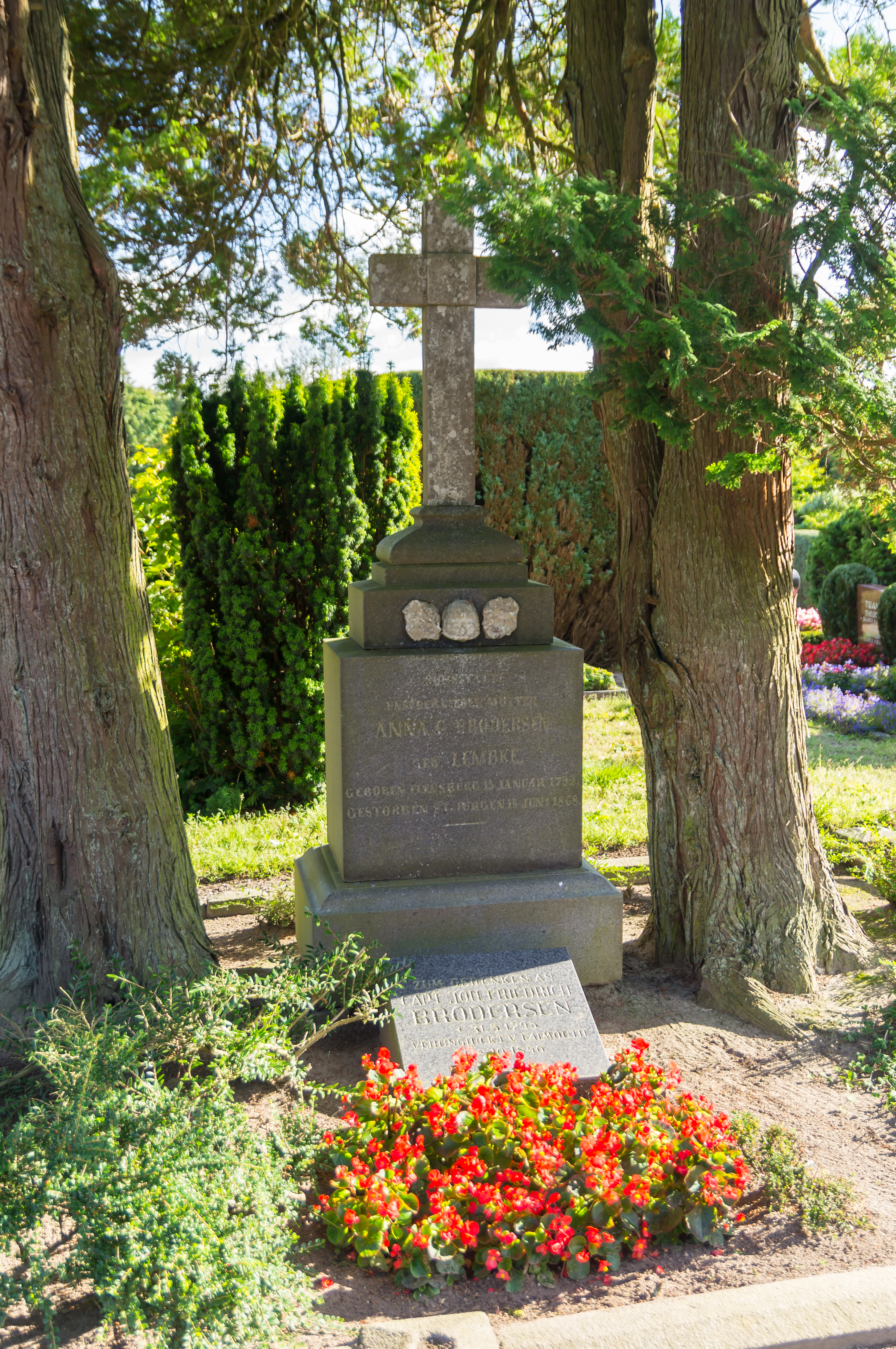
Eines der Gräber, die als Kulturdenkmale eingetragen wurden, ein Grab von 1868 (Foto 2012)
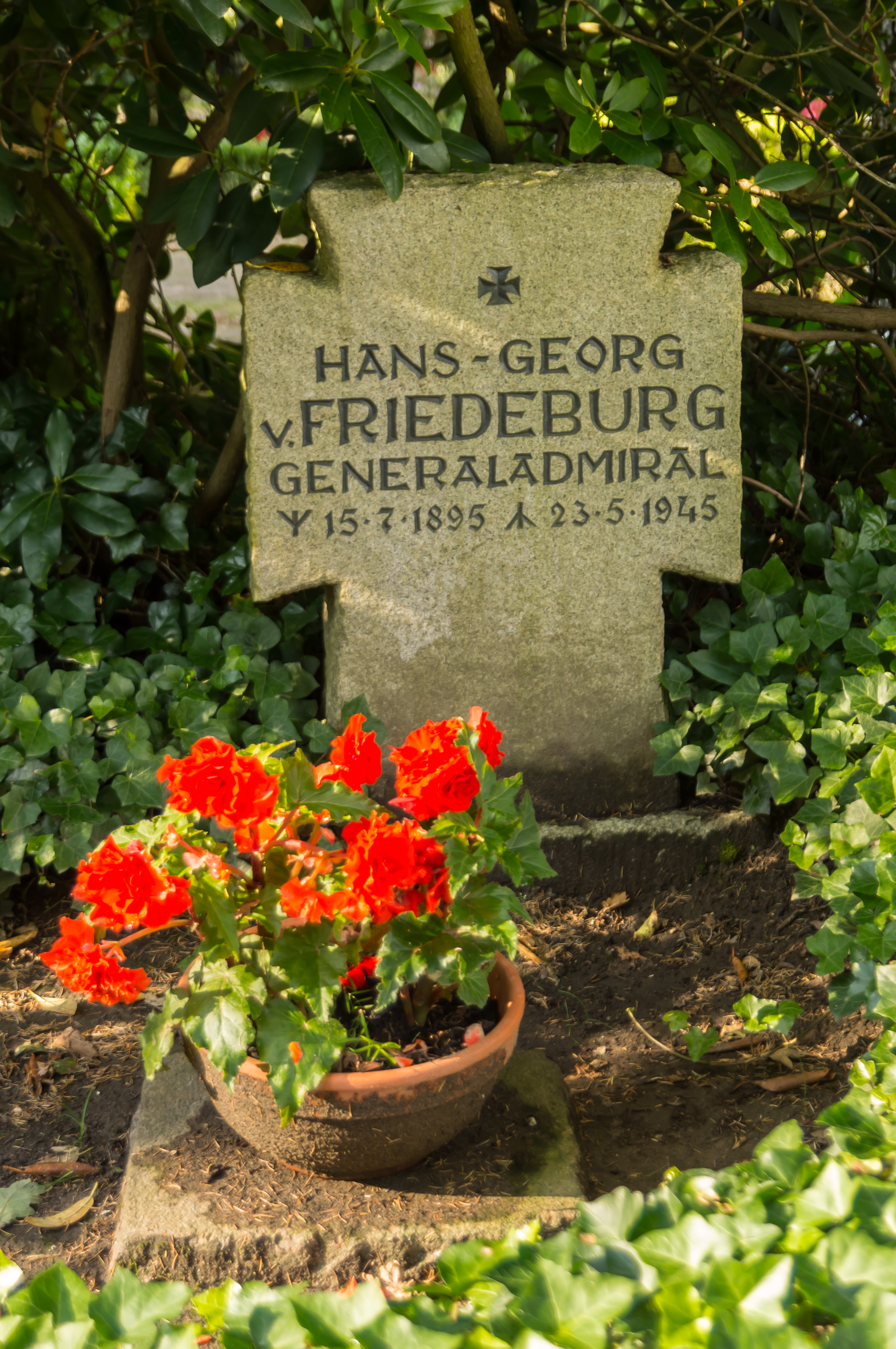
Grab von Hans-Georg von Friedeburg (Foto 2012)
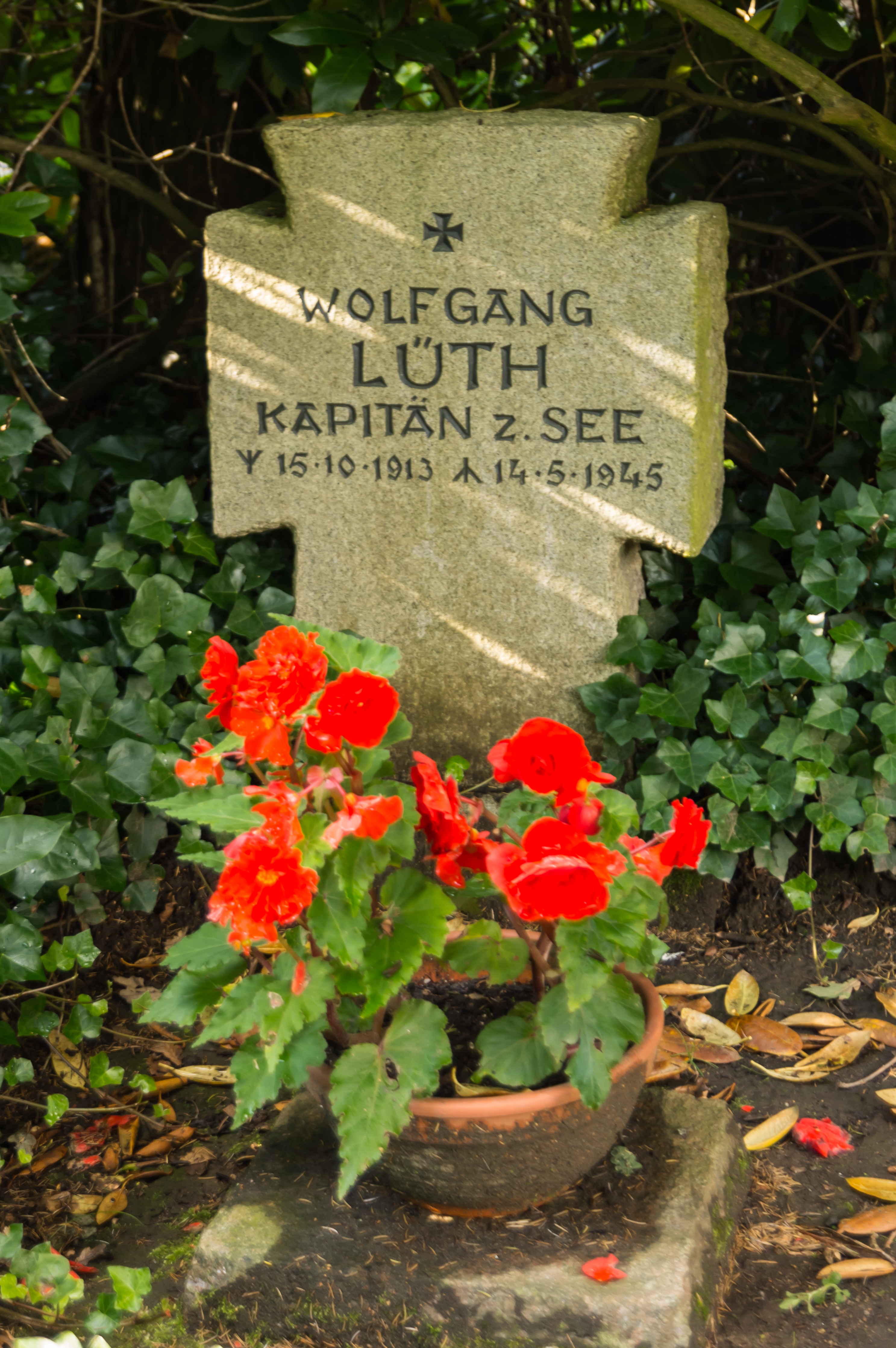
Grab von Wolfgang Lüth (Foto 2012)

## Denkmäler

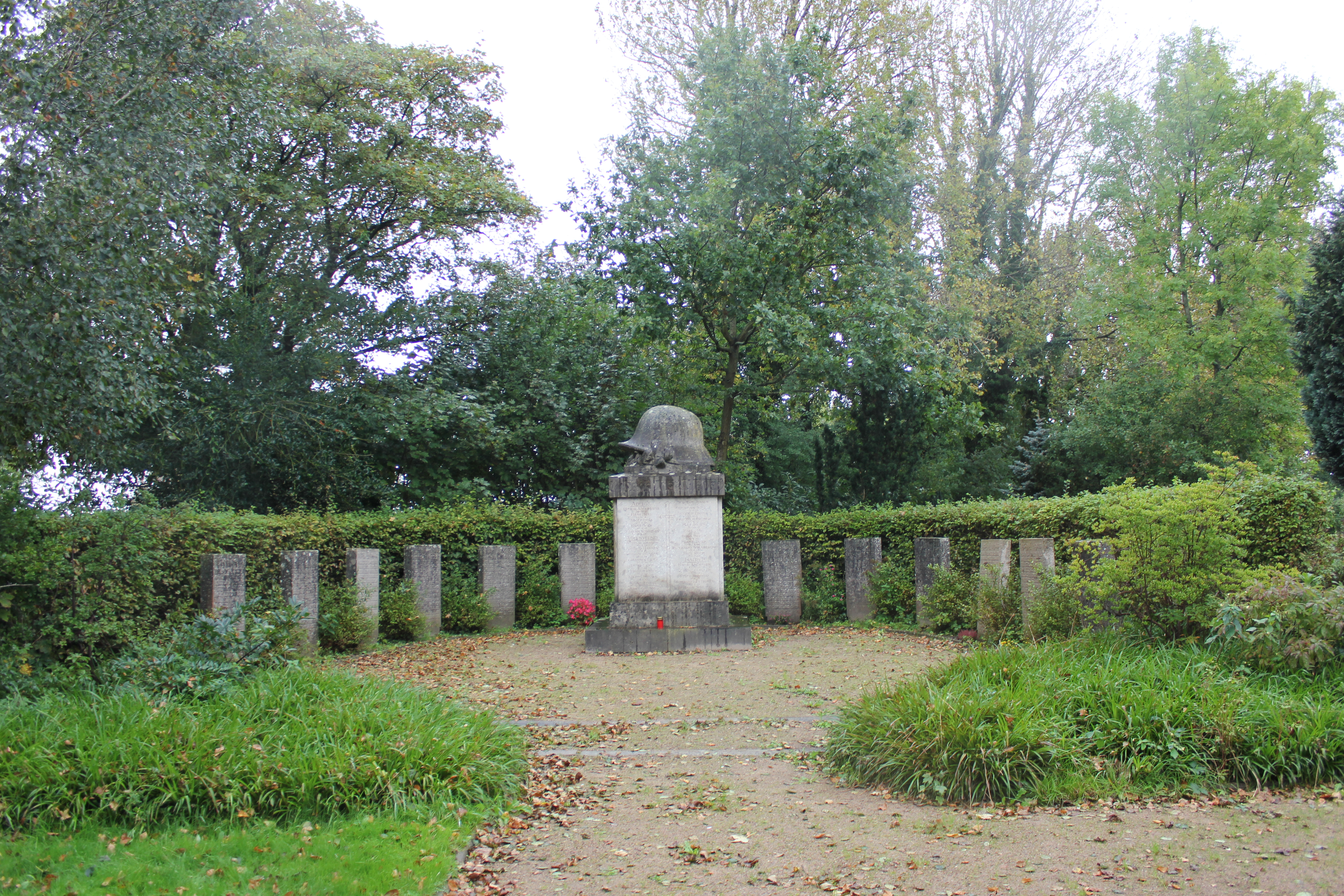
Denkmal an die im Ersten Weltkrieg Gefallenen aus Adelby, Adelbylund, Sünderup, Tastrup auf dem Friedhof Adelby

Nahe der Westerpforte befindet sich das Denkmal der im Ersten Weltkrieg Gefallenen aus Adelby, Adelbylund, Sünderup und Tastrup. Auf der linken Seite des Denkmals steht ein Gedenkstein mit der Inschrift: „Heimat Ach Heimat“ und einem Wappen mit einer Ähre. Auf der rechten Seite des Denkmals steht ein weiterer Gedenkstein mit dem Wortlaut: „Im Kriege gefallene, durch Bomben getötete, im Widerstand geopferte, vermisste, verzweifelte, verschleppte, fordern ein — Niemals Wieder.“

## Verschiedenes
Der spätere Lehrer und Heimatforscher Ocke Christian Nerong war von 1872 bis 1875 als Präparant (Leichendiener) in Adelby tätig.